# باتال‌قاضی
باتال‌قاضی (به ترکی استانبولی: Battalgazi) شهری است در کشور ترکیه که در استان ملطیه واقع شده‌است. جمعیت این شهر بر اساس سرشماری سال ۲۰۰۸ میلادی ۱۶٬۷۹۲ نفر و بر اساس برآوردهای سال ۲۰۰۹ میلادی ۱۷٬۷۳۷ نفر می‌باشد.